# Саркисян, Анита
Ани́та Сарки́сян (англ. Anita Sarkeesian, английское произношение: [sɑrˈkiːziən]; род. 15 августа 1983, Торонто) — канадско-американская феминистка, критик СМИ, блогер и оратор. Основательница веб-сайта Feminist Frequency, на котором размещены видео и комментарии, анализирующие изображение женщин в массовой культуре. Также известна своей серией видео «Тропы против женщин в видеоиграх», которая исследует тропы в изображении персонажей видеоигр женского пола.
В 2012 году Саркисян подверглась интернет-травле после запуска своего проекта на Kickstarter, целью которого был сбор средств на финансирование серии видео «Тропы против женщин в видеоиграх». Было пожертвовано почти 160 тысяч долларов США, намного больше, чем 6 тысяч долларов США, которые она искала изначально. Ситуация широко освещалась в СМИ, которые поставили Саркисян в центр обсуждения мизогинии в культуре видеоигр и интернет-травле. Она выступила на конференциях TEDxWomen и XOXO, появилась на ток-шоу «Отчёт Кольбера», где обсуждала свой опыт кибертравли и усиление гендерного равенства в игровой и массовой культуре.

## Биография
Анита Саркисян родилась 15 августа 1983 года в Канаде и росла возле Торонто. Её родители — армяне, эмигрировавшие из Ирака в Канаду в 1970-х годах. Саркисян позже переехала в Калифорнию и идентифицирует себя канадко-американкой.
Саркисян получила степень бакалавра по специальности исследования коммуникации в Университете штата Калифорния в Нортридже и степень магистра по специальности социальной и политической мысли в Йоркском университете в Торонто, который закончила в 2010 году. Её дипломная работа называется «Я сделаю из тебя мужчину: Сильные женщины в научной фантастике и фэнтези на телевидении» (англ. I'll Make a Man Out of You: Strong Women in Science Fiction and Fantasy Television).

## Feminist Frequency
Саркисян запустила свой веб-сайт Feminist Frequency в 2009 году, когда была студенткой Йоркского университета. Она создала его в попытке создать доступную феминистическую критику СМИ. Видео, снятые для сайта, анализировали социальную и культурную половую структуру и массовую культуру с точки зрения феминизма, например, применение теста Бекдел к фильмам, номинированным на «Оскар» 2011 года, и подчёркивание роли LEGO в усилении культурных норм.
В 2011 году создала серию видео «Тропы против женщин» (англ. Tropes vs. Women) в партнёрстве с журналом «Bitch». Серия исследует распространённые тропы в отображении женщин в видеоиграх с особым фокусом на научной фантастике. Серия состоит из шести видео, которые посвящены таким тропам как маниакальная девушка-мечта (MPDG), женщина в холодильнике и принцип Смурфетты.
В 2011 году Саркисян стала соавтором эссе «Баффи против Беллы: Повторное появление архетипичного женского в историях о вампирах» (англ. Buffy vs. Bella: The Re-Emergence of the Archetypal Feminine in Vampire Stories). Она выступила на конференциях и мастер-классах, рассказывая о критике СМИ и видеоблогинге, а также дала интервью газете «The Observer» в марте 2012 года о современной медиа-культуре.
В марте 2012 года Саркисян и её блог Feminist Frequency были упомянуты в списке «Электронные источники по женщинам и гендеру» (англ. E-Sources on Women & Gender) журналом «Feminist Collections». Её блог был использован в качестве материала при создании курсов университетского уровня по женским исследованиям; она выступала в университетах, говоря на тему женских персонажей в массовой культуре.

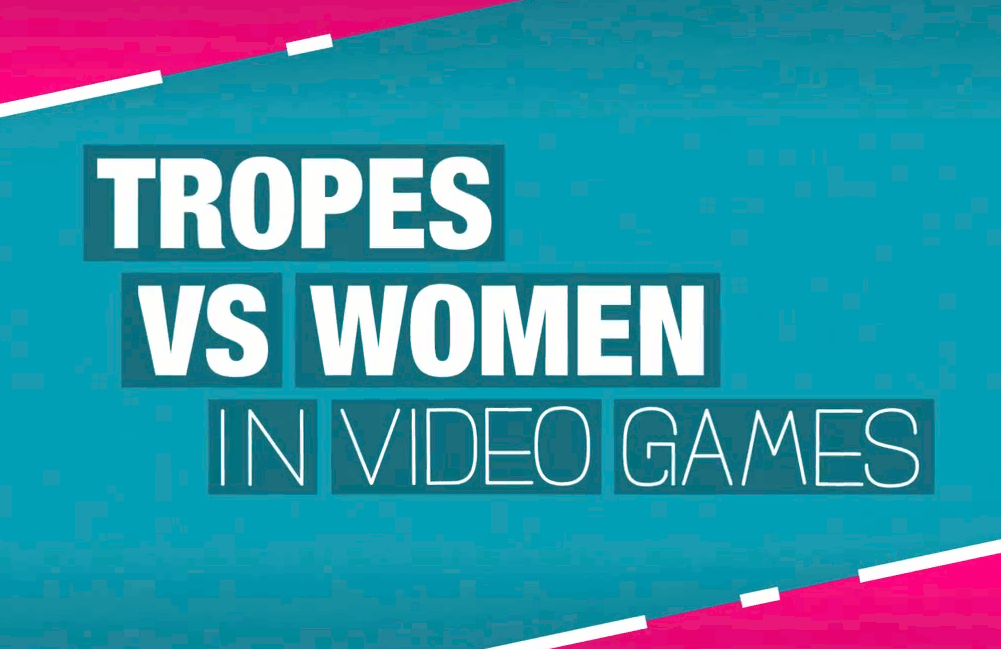
Титульная карточка, которая используется в видео «Тропы против женщин в видеоиграх»

Саркисян решила создать серию видео об отображении женщин в видеоиграх после того, как её пригласили поговорить с разработчиками в «Bungie». 17 апреля 2012 года она начала кампанию по сбору средств на Kickstarter, которые пойдут на создание серии небольших видео, которые будут исследовать гендерные тропы в видеоиграх. Запланированная цель в 6 тыс. долларов была достигнута за 24 часа. Итоговая собранная сумма достигла 158 922 долларов, которую пожертвовали 6968 человек.
Саркисян планировала выпустить «Тропы против женщин в видеоиграх» в 2012 году, но перенесла запуск на более поздний срок, объяснив это тем, что дополнительные средства, собранные на Kickstarter, позволили ей расширить объём и масштаб проекта. Первое видео серии было опубликовано 7 марта 2013 года. Первые три видео серии рассказывают о тропе «дева в беде», согласно которому герой мужского пола должен спасти пассивную и часто беспомощную жену. Крис Сьюллентроп (англ. Chris Suellentrop) из «The New York Times» сказал, что первые четыре видео серии необходимы к просмотру всем, кто интересуется видеоиграми. Он также добавил, что они являются причиной, из-за которой он спросил геймдизайнера «Nintendo» Сигэру Миямото о теме девы в беде, которая присутствует в его играх, на что тот ответил, что не задумывался об этом.
В январе 2015 года корпорация «Intel» объявила, что будет работать в партнёрстве с Feminist Frequency и другими группами, которые примут участие в попытке повысить разнообразие и сопричастность в технической сфере, на которую пойдут 300 млн долларов. Группы должны помочь повлиять на улучшение карьерных возможностей, привлечение и лучшее представительство женщин и меньшинств в технической сфере и гейминге.
23 января 2015 года сайт Feminist Frequency опубликовал свой первый годовой отчёт и объявил, что они планируют создать две новые серии видео, посвящённые «положительному» отображению женщин в видеоиграх, а также изображению мужских личностей в играх.
8 марта 2016 года Feminist Frequency запустил краудфандинговую кампанию для анимационной серии видео под названием «Обычные женщины» (англ. Ordinary Women). Серия состоит из пяти выпусков и исследует жизнь таких выдающихся женщин как Ида Белл Уэллс-Барнетт, Эмма Гольдман, Мурасаки Сикибу, Ада Лавлейс и госпожа Чжэн.
В марте 2016 года Feminist Frequency начал официальное партнёрство с группой поддержки жертв интернет-травли «Crash Override Network», согласившись выступить финансовым спонсором.

## Интернет-травля
После запуска проекта «Тропы против женщин» началась волна сексистского преследования Саркисян. Злоумышленники присылали ей угрозы изнасилования и смерти, взломали её веб-страницы и страницы в социальных сетях и распространяли её личную информацию. Они публиковали пренебрежительные комментарии о ней онлайн, подвергли вандализму её страницу на Википедии, на которую добавили расовые издевательства и сексуальные изображения, отправили Саркисян рисунки, на которых были изображены сцены изнасилования Саркисян персонажами видеоигр.

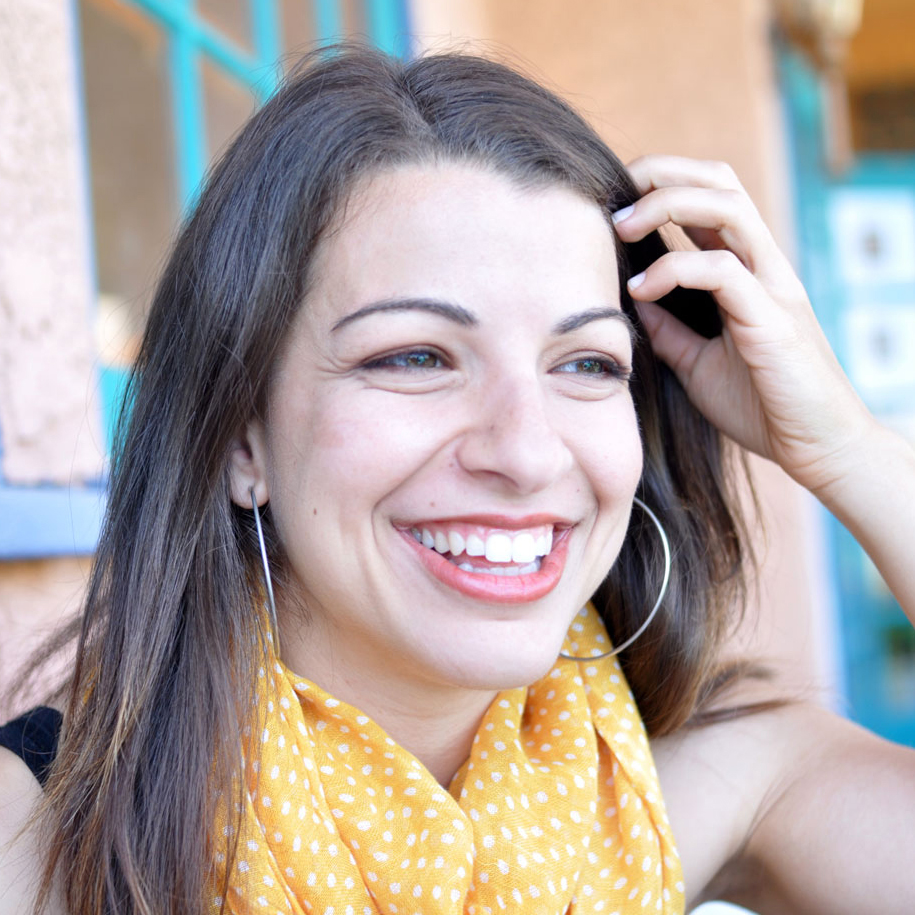
Анита Саркисян

Один из злоумышленников создал компьютерную игру «Избей Аниту Саркисян» (англ. Beat Up Anita Sarkeesian), которая призывала игрока залить кровью изображение Саркисян, кликая мышью. Феминистка из Торонто Стефани Гатри (англ. Stephanie Guthrie) получила угрозы изнасилования и смерти за критику этой игры. Считается, что судебный процесс против критика Грегори Алана Эллиотта (англ. Gregory Alan Elliott), который стал следствием длительного спора между ним и Гатри, имеет значительные последствия для свободы слова онлайн в Канаде. Саркисян ответила на угрозы против Гатри в газете «Toronto Standard», осуждая широкомасштабное преследование, с которым столкнулась она и другие женщины в Интернете.
Из-за кибертравли Саркисян пригласили выступить с речью на тему сексуального преследования и онлайн-сообществ на конференции TEDxWomen и в нескольких университетах. В марте 2014 года Саркисян должна была выступить и получить награду Game Developers Choice Awards (дословно — «Выбор разработчиков игр»). Организаторы позже сообщили, что они получили анонимную угрозу об установленной бомбе и полиция Сан-Франциско тщательно осмотрела место проведения мероприятия до того, как церемония продолжилась.
В августе 2014 года блог Feminist Frequency опубликовал новый выпуск серии «Тропы против женщин в видеоиграх». Это совпало с продолжающимся преследованием Зоуи Куинн в рамках дискуссии Геймергейт. Из-за преследования Саркисян активистами Геймергейт, увеличения масштабов и специфики угроз (в том числе угроз смерти) она была вынуждена покинуть свой дом. Полиция Сан-Франциско подтвердила, что они передали дело ФБР для дальнейшего расследования.
14 октября 2014 года Саркисян и Университет штата Юта получили террористические угрозы, связанные с запланированной лекцией Саркисян, которую она должна была читать позже в тот же день. Один из террористов заявил, что он связан с Геймергейт. В угрозах упоминалось массовое убийство в Политехнической школе Монреаля в 1989 году в качестве источника вдохновения. Университет и полиция не поверили угрозам, так как они были похожи на другие, которые получала Саркисян, но запланировали усиление мер безопасности. Саркисян отменила мероприятие, так как считала принятые меры недостаточными, потому что университет не мог запретить ношение оружия на своей территории согласно законам штата Юта.

## Восприятие и публичные выступления
Саркисян и её работа привлекли намного больше внимания после выхода серии «Тропы против женщин в видеоиграх», за которым последовала интернет-травля. Эти события помогли поднять вопрос сексуального домогательства в культуре видеоигр в СМИ. Этот вопрос обсуждался во многих журналах и газетах, среди которых «The New York Times» и «The Guardian».

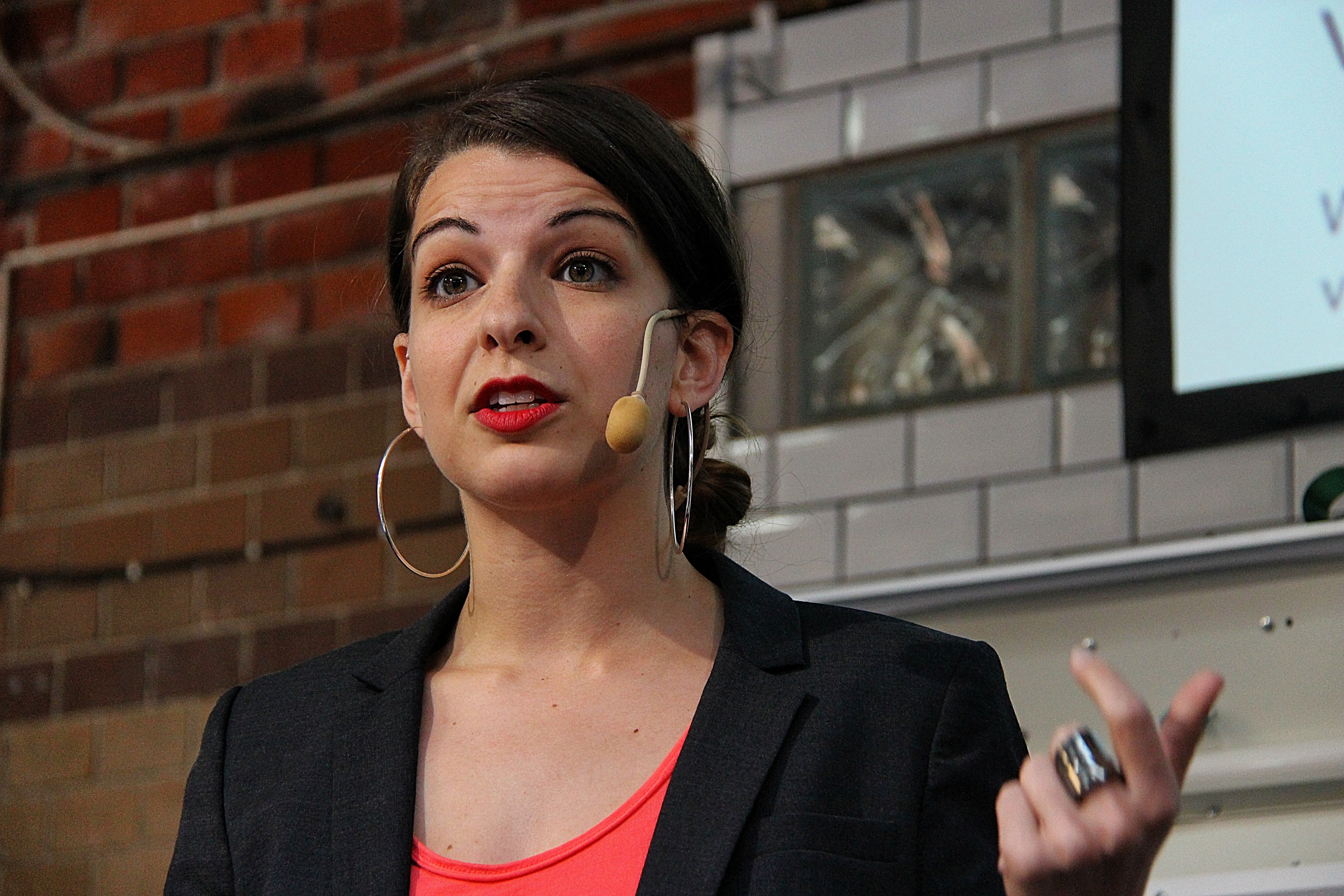
Анита Саркисян выступает с речью в 2013 году

Отметив, что Саркисян получила большое количество поддержки во время преследования, Сэл Хамфрис (англ. Sal Humphreys) и Карен Орр Веред (англ. Karen Orr Vered) допускают, что в целом эта кампания может привести к тому, что другие женщины могут не последовать примеру Саркисян из-за страха получить похожие угрозы и стать объектом преследования.
В сентябре 2014 года Саркисян выступила с речью на фестивале XOXO, где сказала, что заявление о том, что она и другие женщины сфабриковали свою травлю, само является формой травли. «Травля — это фоновая радиация моей жизни», она позже сказала в «Businessweek».
Угрозы Саркисян и Университету штата Юта привели к привлечению внимания общественности к мизогинистичной и жестокой травле в Интернете, а также к уместности скрытого оружия на территории университета. Газета «The Salt Lake Tribune» написала, что такие угрозы подтверждают позицию Саркисян по поводу связи некоторых видеоигр и жестокого отношения к женщинам. Газета также призвала штат дать университетам возможность запрещать ношения огнестрельного оружия на своей территории в случаях, когда это не просто неуместно, но и вредит миссии высшего учебного заведения.
29 октября 2014 года Саркисян дала интервью на ток-шоу «Отчёт Кольбера», где обсуждала кибертравлю, которую ей устроил Геймергейт, и свои взгляды на то, как сделать видеоигры более инклюзивными. Она сказала Кольберу, что видеоигры часто изображают женщин таким способом, который усиливает культурные мифы о том, что женщины являются сексуальными объектами, и её цель не в том, чтобы подвергнуть видеоигры цензуре, а в улучшении осознания, что женщин можно изображать более реалистичными и менее стереотипными.
Интернет-травля Саркисян и других женщин в сфере видеоигр была показана 14 января 2015 года в выпуске передачи «Nightline». Когда её спросили в «ABC News», почему было столько гнева, она ответила, что считает, это исходит из идеи о том, что сфера видеоигр — в значительной мере для мужчин, что игры создаются мужчинами для мужчин, и что это очень мизогинистическая реакция. Саркисян появилась в документальном фильме «GTFO».

## Награды и номинации
Блог Саркисян Feminist Frequency был отмечен ассоциацией «Media Report to Women» и «Feminist Collections». В 2012 году веб-сайт Gamasutra посчитал интернет-травлю и успех блога Feminist Frequency катализатором, который привлёк внимание к важности разнообразия и инклюзивности в культуре и индустрии видеоигр. Этот призыв к инклюзии был назван среди 5 трендов, которые определили индустрию видеоигр в 2012 году. В 2013 году журнал «Newsweek» и веб-сайт The Daily Beast назвали Саркисян одной из «125 влиятельных женщин» (англ. 125 Women of Impact). Она также получила почётную награду от Национальной академии рецензентов видеоигр за видео «Дева в беде» (англ. Damsel in Distress) в 2013 году.
В 2014 году Саркисян получила Награду посредника (англ. Ambassador Award) на 14-й церемонии вручения премии «Game Developers Choice Awards» за её работу касательно представительства женщин в видеоиграх, что сделало её первой женщиной, получившей эту награду. За свою работу она также была номинирована на премию «Женщины в индустрии игр» (англ. Women in Gaming) в номинации «Награда посредника» корпорации Microsoft.
После угрозы антифеминиста устроить массовую стрельбу во время выступления Саркисян в Университете штата Юта журнал «Rolling Stone» назвал её самым ценным критиком поп-культуры, добавив, что «обратная связь только доказала её точку зрения: в индустрии игр есть проблема». В декабре 2014 года веб-сайт The Verge назвал её одной из 50 самых важных людей на пересечении технологий, искусства, науки и культуры. В марте 2015 года журнал «Time» включил Саркисян в список 30 самых влиятельных людей в Интернете, а в апреле того же года включил её в список «Time 100». В мае 2015 года журнал «Cosmopolitan» включил её в список 50 самых захватывающих людей в Интернете. В том же году Саркисян была номинирована на премию Джеймса Типтри-младшего за серию видео «Тропы против женщин в видеоиграх».